# Павелец, Ондржей
О́ндржей Па́велец (чеш. Ondřej Pavelec; род. 31 августа 1987, Кладно, Среднечешский край) — чешский хоккеист, вратарь. Его последней командой был клуб НХЛ «Нью-Йорк Рейнджерс». Чемпион мира 2010 года. Завершил карьеру игрока в 2018 году.

## Игровая карьера

### Клубная карьера
Ондржей Павелец начинал играть в клубе Кладно из своего родного города. Он выступал за юношеский и молодёжный состав, но в 2005 году его на драфте НХЛ выбрал клуб «Атланта Трэшерз», и он уехал играть в Северную Америку. В Главной юниорской лиге Квебека он провел два года. Павелец участвовал в предсезонных матчах за «Атланту» в 2007 году, но после завершения тренировочного лагеря был отправлен в АХЛ. В самом начале сезона основной вратарь «Атланты» Кари Лехтонен получил травму, и Павелец был вызван из АХЛ чтобы его заменить. Впервые на лед в НХЛ Павелец вышел 20 октября 2007 года в матче против «Тампы»; он заменил после второго периода пропустившего пять шайб Юхана Хедберга. В стартовом составе Ондржей Павелец вышел спустя две недели, 3 ноября, и соперником опять была «Тампа». В той встрече он одержал свою первую победу в НХЛ. Всего в своем первом сезоне Павелец принял участие в семи матчах, пять из которых он начинал с первых минут. В АХЛ Павелец играл за фарм-клуб «Атланты» «Чикаго Вулвз», с которыми выиграл Кубок Колдера.
Перед сезоном 2008/09 агент игрока заявил, что Павелец не будет играть в АХЛ, поскольку достоин большего. Также он сказал, что Павелец рассматривает варианты перехода в другой клуб НХЛ или в клуб из Европы, в частности из КХЛ. Однако Ондржей остался в системе «Атланты» и в начале сезона, в связи с травмой Лехтонена, привлекался к играм основной команды, но позднее, в декабре, был снова отправлен в «Вулвз».
Практически весь следующий сезон Лехтонен был вынужден пропустить из-за травмы, а когда он вернулся в строй, его обменяли в «Даллас». Это позволило Павельцу провести полный сезон в НХЛ. Он принял участие в 42 матчах, в которых одержал 14 побед и сделал два шатаута. По окончании сезона Ондржей подписал с «Атлантой» новый двухлетний контракт.
В сезоне 2010/11 Павелец был уже основным вратарём команды. Но в первой же игре регулярного чемпионата против «Вашингтон Кэпиталз» он потерял сознание и упал на лед. У него диагностировали сотрясение мозга, а позже сообщили, что он пережил нейрокардиогенный обморок, а сотрясение он получил в результате удара головой о лед. Павелец вернулся в строй в конце октября, и уже 30 октября вышел в стартовом составе на матч против «Сент-Луис Блюз».
Через год «Атланта» переехала в Виннипег и стала называться «Виннипег Джетс». Павелец остался первым вратарем команды и в первом сезоне за «Джетс» провел 68 матчей, в которых одержал 29 побед. Эти показатели пока являются для него рекордными в НХЛ.
1 июля 2012 году у Павельца заканчивался контракт с «Виннипегом». СКА из Санкт-Петербурга готов был предложить ему однолетний контракт на 5 млн долларов, но позже генеральный менеджер питерцев Алексей Касатонов опроверг эту информацию. В итоге Павелец подписал новый контракт с «Виннипегом» на пять лет и сумму 19,5 млн долларов. Он также отметил, что ему предлагали выгодный контракт в Европе, но приоритетным вариантом для него было продление отношений с «Джетс». На время локаута в НХЛ Павелец сначала подписал контракт с клубом чешской Экстралиги «Оцеларжи Тршинец», но на следующий день стало известно, что стороны не смогли договориться о контракте. Через три дня Ондржей подписал контракт с другим чешским клубом — «Били Тигржи» из Либерца. 29 ноября Павелец перешёл в клуб финской СМ-Лиги «Пеликанс» из города Лахти. С «Пеликанами» он подписал контракт на шесть матчей, по окончании которого покинул клуб.
По окончании локаута вернулся в НХЛ и провел 44 из 48 игр за «Виннипег», но не смог помочь команде выйти в плей-офф. В сезоне 2014/15 впервые сыграл в плей-офф НХЛ, но «Джетс» проиграли все 4 матча «Анахайм Дакс». Летом 2017 года перешёл в «Нью-Йорк Рейнджерс», где был сменщиком Хенрика Лундквиста. В сентябре 2018 года объявил о завершении игровой карьеры.

### В сборной Чехии
В составе юниорской сборной Чехии Ондржей Павелец участвовал в чемпионате мира 2005 года, а также в других турнирах для возрастной категории до 18 лет. За молодёжную сборную он играл на чемпионате мира 2007 года.
В составе сборной Чехии Павелец играл на трех чемпионатах мира, где выиграл одну золотую и одну бронзовую медаль.

### Прочее
Летом 2012 года Павелец попал в ДТП в Чехии. Он был за рулем в нетрезвом виде. Решением суда у него отобрали права на 20 месяцев и дали 6 месяцев тюрьмы условно.

## Личная жизнь
Встречается с моделью Терезой Будковой.

## Достижения
- Чемпион мира 2010
- Бронзовый призёр чемпионата мира 2011
- Обладатель кубка Колдера 2008
- Лучший вратарь чемпионата мира среди юниоров 2005